# Actinidia callosa
Actinidia callosa là một loài thực vật có hoa trong họ Dương đào. Loài này được Lindl. mô tả khoa học đầu tiên năm 1836.